# Aleksander Świeżawski
Aleksander Świeżawski herbu Paprzyca (zm. przed 18 maja 1758 roku) – chorąży lubaczowski od 1746 roku, wojski bełski w latach 1744–1746, starosta cudynowski, poseł na sejm 1746 roku,  sejm 1748 roku, sejm 1750 roku, sejm 1752 roku, sejm 1754 roku z województwa bełskiego, porucznik chorągwi pancernej podstolego koronnego Lubomirskiego w Pułku Hetmana Polnego Koronnego w 1760 roku.